# Balenciaga
Balenciaga (phát âm tiếng Tây Ban Nha: [balenˈθjaɣa]) là thương hiệu thời trang cao cấp của Tây Ban Nha do nhà thiết kế Cristóbal Balenciaga thành lập năm 1919. Công ty hiện thuộc tập đoàn đa quốc gia Kering của Pháp.

## Lịch sử

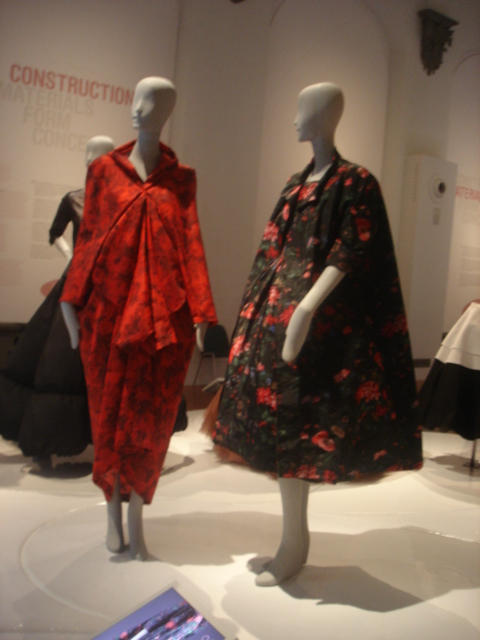
Trưng bày bộ váy Balenciaga tại bảo tàng ở Florence, Italy

### Thời kỳ từ thành lập đến năm 1980
Vào năm 1919, Cristóbal Balenciaga khai trương cửa hàng đầu tiên tại San Sebastián, Tây Ban Nha, và sau đó mở rộng sang Madrid và Barcelona. Các thành viên trong hoàng gia Tây Ban Nha cùng tầng lớp quý tộc đã lựa chọn những thiết kế của ông. Khi Nội chiến Tây Ban Nha bắt buộc ông phải đóng cửa cửa hàng, ông đã dời đến Paris.
Vào tháng 8 năm 1937, Balenciaga khai trương nhà mốt tại Paris trên Đại lộ George V, và buổi trình diễn thời trang đầu tiên của ông đã mang đậm phong cách Phục hưng Tây Ban Nha. Sự thành công của ông đến gần như tức thì. Trong vòng hai năm, ông được báo chí ca ngợi là một nhà cách mạng, và thiết kế của ông trở nên vô cùng phổ biến. Carmel Snow, biên tập viên của tạp chí Harper's Bazaar, đã là người ủng hộ mạnh mẽ cho các thiết kế của ông.
Trong thời kỳ Thế chiến II, khách hàng đã đối mặt với nguy hiểm khi đến Châu Âu để tham quan các bộ trang phục của Balenciaga. Trong giai đoạn này, ông nổi tiếng với bộ áo "cổ áo vuông", có tay áo được cắt từ một mảnh vải cùng với phần cổ áo, cùng với thiết kế sử dụng ren màu đen (hoặc đen và nâu) phủ trên nền vải hồng tươi. Các nhà sử học tin rằng khả năng tiếp tục hoạt động của Balenciaga trong thời kỳ chiếm đóng Paris bởi Đức Quốc xã có thể là nhờ mối quan hệ gần gũi với nhà độc tài Tây Ban Nha, Tổng thống Francisco Franco, người là đồng minh chặt chẽ của Adolf Hitler. Mối liên hệ với Franco đã rất mật thiết, đến mức Balenciaga còn thiết kế quần áo cho gia đình của ông. Trong thời kỳ chiếm đóng, công ty của ông là một trong số 60 công ty được phép hoạt động, và việc cung cấp liên tục nguyên liệu từ Tây Ban Nha - nguồn cung cấp quý báu tại Paris do chiến tranh - đã mang lại lợi thế cạnh tranh cho Balenciaga. Tuy nhiên, ông đã từ chối yêu cầu của Hitler chuyển hoạt động của công ty đến Berlin.
Trong giai đoạn sau chiến tranh, các bộ sưu tập thiết kế của Balenciaga trở nên rõ ràng hơn và mạnh mẽ hơn, khác biệt với hình dáng đồng hồ cát truyền thống được phổ biến hóa bởi phong cách "New Look của Christian Dior". Sự mềm mại của những hình dáng thiết kế cho phép ông thay đổi cách mà trang phục tương tác với cơ thể phụ nữ. Năm 1951, ông đã biến đổi hình dáng bằng cách mở rộ vai và loại bỏ eo. Năm 1955, ông tạo ra chiếc váy tuynic, sau này đã phát triển thành chiếc váy chemise vào năm 1958. Những đóng góp khác trong thời kỳ hậu chiến bao gồm chiếc áo khoác bóng bầu hình cầu (1953), chiếc váy baby doll eo cao (1957), chiếc áo choàng hình bao lấp lánh (1957), váy xòe bóng cầu (1957) và váy túi (1957). Năm 1959, sự sáng tạo của ông đạt đỉnh cao với dòng thiết kế Empire, với những bộ váy và áo khoác eo cao cắt giống như kimono. Việc thay đổi về eo, đặc biệt là việc làm thay đổi về eo, đã góp phần tạo ra "đóng góp quan trọng nhất của ông đối với thế giới thời trang: hình dáng mới cho phụ nữ."
Trong những năm 1960, Balenciaga thường sử dụng các loại vải nặng, hoa văn phức tạp và các chất liệu mạnh mẽ. Các đặc điểm thường thấy trong thiết kế của ông bao gồm "cổ áo đứng cao khỏi xương quai xanh, tạo cảm giác như cổ thiên nga" và tay áo ngắn hình "vòng cổ tay". Những sáng tạo thường được ông tạo ra, với hình dáng tường minh và mang tính điêu khắc, bao gồm những chiếc váy hình nón từ vải satin duchess cứng nhắc, được các khách hàng như Pauline de Rothschild, Bunny Mellon, Marella Agnelli, Hope Portocarrero, Gloria Guinness, và Mona von Bismarck ưa chuộng trong những năm 1950 và 1960. Năm 1960, ông đã thiết kế chiếc váy cưới cho Nữ hoàng Fabiola của Bỉ, được làm từ satin duchess màu kem, được trang trí bằng lông nhím trắng ở cổ áo và eo. Jackie Kennedy trở nên nổi tiếng khi mua những thiết kế đắt đỏ của Balenciaga trong thời gian ông John F. Kennedy đang là tổng thống, ông ta dường như lo ngại rằng công chúng Mỹ có thể cho rằng những mua sắm này quá xa xỉ. Cuối cùng, người cha chồng, Joseph Kennedy, đã kín đáo thanh toán hóa đơn thời trang cao cấp của cô.

#### Những Người Được Hỗ Trợ
Một số nhà thiết kế đã từng làm việc cho Balenciaga sau này đã thành lập các nhà mốt thời trang couture thành công của riêng họ, đáng chú ý là Oscar de la Renta (1949), André Courrèges (1950), Emanuel Ungaro (1958), tuy nhiên người được hỗ trợ nổi tiếng và đáng chú ý nhất của ông là Hubert de Givenchy, người duy nhất đứng về phía Balenciaga trong cuộc chiến với Chambre Syndicale de la Haute Couture Parisienne và cũng đối đầu với báo chí về việc sắp xếp thời gian tổ chức các buổi trình diễn của ông.

#### Cuộc Chiến với Báo Chí
Năm 1957, Balenciaga nổi danh khi quyết định cho phép báo chí thời trang xem bộ sưu tập của ông vào ngày trước ngày cung cấp trang phục cho cửa hàng bán lẻ, không phải là bốn tuần trước thời gian này mà ngành công nghiệp thời trang thường tuân theo vào thời điểm đó. Bằng cách giữ bí mật về thiết kế của các trang phục cho đến ngày chúng được gửi đến cửa hàng, ông hy vọng sẽ làm giảm sự sao chép và bắt chước không ngừng của những thiết kế của ông. Báo chí đã phản đối, vì gần như không thể để công việc của họ kịp thời cho việc in ấn, nhưng Balenciaga và người được hỗ trợ Givenchy đã kiên định, ảnh hưởng đáng kể đến việc báo chí đưa tin trong thời kỳ đó. Những người ủng hộ ông sẽ cho rằng đối thủ Christian Dior đã nhận được sự công nhận khi sao chép những dáng vẻ và cách cắt của Balenciaga, tự cho rằng chúng là tác phẩm gốc của mình; vì Balenciaga không quan tâm đến việc báo chí đưa tin về ông, báo chí và người tiêu dùng không bao giờ biết.
Năm 1967, cả hai nhà thiết kế đã đảo ngược quyết định và quay lại theo lịch trình truyền thống.

#### Cuộc Chiến với Chambre
Balenciaga đã mạnh mẽ chống lại các quy tắc, hướng dẫn và tư cách tầng lớp tư sản của Chambre syndicale de la haute couture parisienne, và do đó, ông không bao giờ là thành viên của tổ chức này. Mặc dù ông được đề cao một cách vô cùng tôn trọng, nhưng chính thức, thời trang couture của Balenciaga không bao giờ được coi là thời trang cao cấp.
Cristóbal Balenciaga đóng cửa nhà thời trang của mình vào năm 1968 và qua đời vào năm 1972. Nhà thời trang này tạm ngưng hoạt động cho đến năm 1986.

### Từ 1981 đến 2010

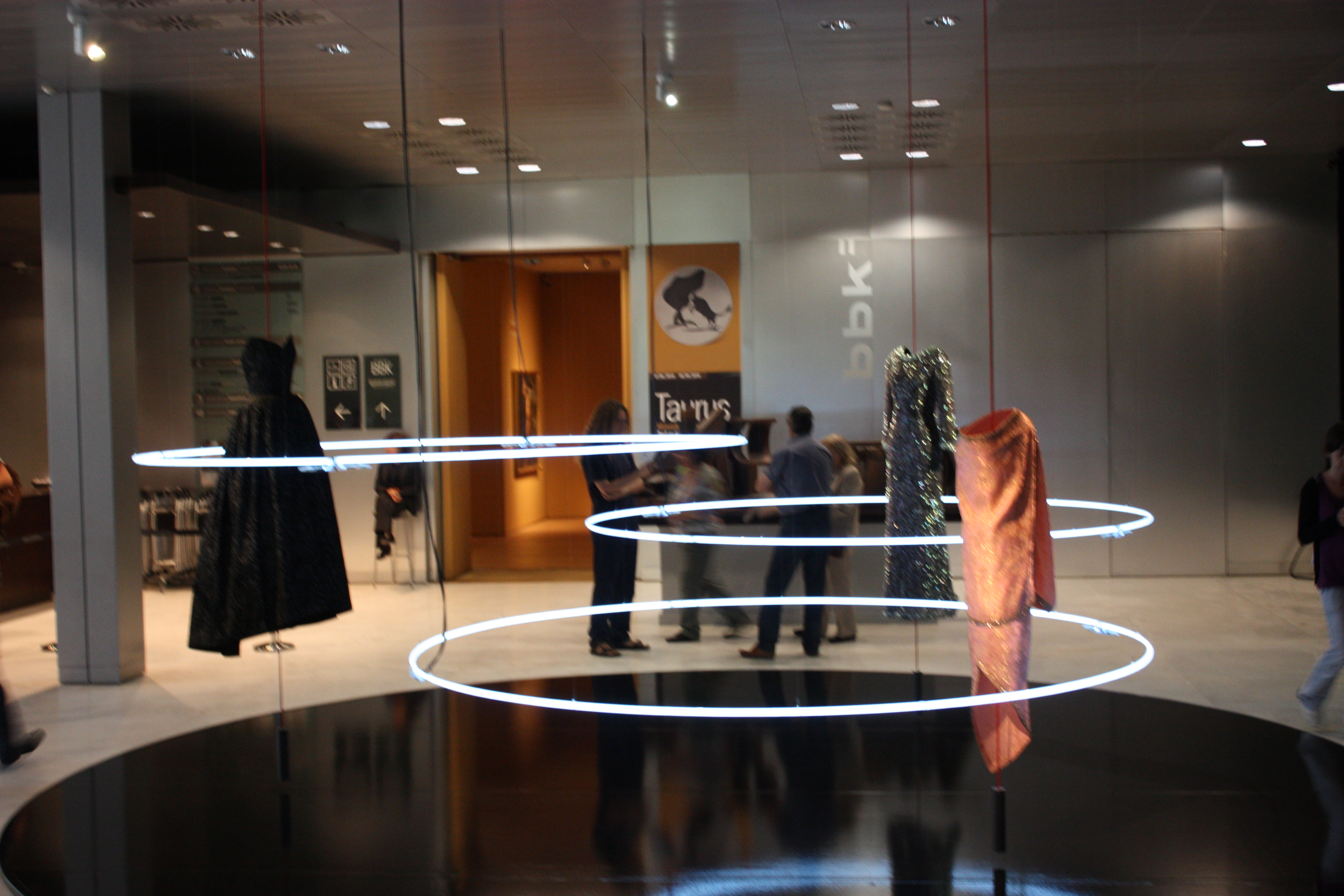
Triển lãm Balenciaga, Bảo tàng Mỹ thuật đẹp (Museo de Bellas Artes de Bilbao), Bilbao, Tây Ban Nha

Hiện nay, Balenciaga thuộc sở hữu của Kering và phụ trách thời trang nữ và thời trang nam là Nicolas Ghesquière.
Năm 2002, ngôi sao của Balenciaga, Nicolas Ghesquière, đã sao chép công trình của Kaisik Wong, một nhà thiết kế đến từ San Francisco. Ghesquière đã tạo ra một chiếc áo gile ghép vải trong bộ sưu tập mùa xuân của mình có vẻ giống một chiếc áo gile mà Wong đã thiết kế vào năm 1973. Ghesquière đã thừa nhận trong một cuộc phỏng vấn tại Paris rằng ông đã sao chép sản phẩm này.
Bộ sưu tập mùa Thu/Đông 2005 của Ghesquière cho thấy nhà thời trang không chỉ kiếm tiền mà còn thu hút nhiều khách hàng nổi tiếng, bao gồm chủ bút tại Vogue, Anna Wintour.
Nhà thời trang Balenciaga đã thiết kế những chiếc váy mà Jennifer Connelly và Nicole Kidman mặc tại Lễ trao giải Học viện Khoa học và Nghệ thuật điện ảnh năm 2006, cũng như chiếc váy cưới mà Kidman mặc khi cô kết hôn với Keith Urban. Kylie Minogue cũng đã mặc một chiếc váy Balenciaga cho các video ca nhạc "Slow" và "Red Blooded Woman" và cho chuyến lưu diễn biểu diễn của cô.
Bộ sưu tập Thu/Đông 2007 của Balenciaga ấn tượng Teen Vogue chính thống Amy Astley đến mức mà toàn bộ bài trải nghiệm trên tạp chí, có tựa đề "Học tập Toàn cầu" và chụp ở Bắc Kinh, đã bị ảnh hưởng bởi nó. Bộ sưu tập này bao gồm quần jodhpurs gọn gàng, áo blazer vừa vặn, khăn quàng thêu hạt và các sự pha trộn đa văn hóa khác.
Balenciaga nổi tiếng với việc tạo ra những mảnh trang phục cấu trúc tiên tiến và tiên phong, đứng trên ranh giới của thời trang và dự đoán tương lai của thời trang sẵn sàng mặc cho phụ nữ. Các trang phục Balenciaga cổ điển được ưa chuộng bởi các biên tập thời trang, ngôi sao Hollywood và người mẫu, và đã xuất hiện trên Sienna Miller, Lara Bingle, Raquel Zimmerman, Caroline Trentini, Emmanuelle Alt, Tatiana Sorokko, Hilary Rhoda, Jennifer Garner và Stephanie Seymour, cùng những người khác. Balenciaga cũng thường được các nữ diễn viên Chloë Sevigny mặc, người cũng là nguồn cảm hứng cho Nicolas Ghesquière.

### Từ năm 2010 đến nay
Vào tháng 3 năm 2011 tại Bảo tàng M. H. de Young ở San Francisco, Hoa Kỳ, Balenciaga đã tổ chức lễ khai trương triển lãm "Balenciaga và Tây Ban Nha", một triển lãm thời trang gồm 120 mảnh của sự nghiệp của Cristóbal Balenciaga. Triển lãm bao gồm nhiều thiết kế từ bộ sưu tập trang phục phong phú của bảo tàng. "Bạn thậm chí không thể đo lường được", nhà thiết kế Rodarte Laura Mulleavy nói về ảnh hưởng của Cristóbal Balenciaga. Buổi gây quỹ có giá vé 2.500 đô la cho bảo tàng đã thu hút 350 khách mời, bao gồm Denise Hale, Marissa Mayer, Vanessa Getty, Victoria Traina, Vanessa Traina, Jamie Tisch, Gwyneth Paltrow, Orlando Bloom, Balthazar Getty, Maggie Rizer, Connie Nielsen, Maria Bello và Mia Wasikowska.
Vào tháng 6 năm 2011, Bảo tàng Cristóbal Balenciaga được khai trương tại Getaria, Tây Ban Nha. Vào tháng 11 năm 2012, Balenciaga thông báo họ chia tay với giám đốc sáng tạo Nicolas Ghesquière, kết thúc thời gian 15 năm của ông tại công ty. Thương hiệu thông báo Alexander Wang làm giám đốc sáng tạo mới. Wang trình bày bộ sưu tập đầu tiên cho thương hiệu vào ngày 28 tháng 2 năm 2013, tại Tuần lễ Thời trang Paris. Vào năm 2014, Tòa án lớn Paris đặt một ngày tòa cho vụ kiện giữa Balenciaga và Ghesquière. Balenciaga khẳng định rằng những bình luận của Ghesquière trong tạp chí System đã làm tổn hại hình ảnh của công ty. Vụ kiện được công chúng quan tâm đã được giải quyết ngoài tòa.
Vào tháng 7 năm 2015, Balenciaga thông báo rằng họ sẽ chia tay với Giám đốc Sáng tạo Alexander Wang sau ba năm hợp tác. Buổi trình diễn Xuân/Hè 2016 đã đánh dấu buổi trình diễn cuối cùng của Alexander Wang, với bộ đồ nội y màu trắng được làm từ các loại vải mềm mại và tự nhiên. Vào đầu tháng 10 năm 2015, thương hiệu này đã bổ nhiệm Demna Gvasalia làm Giám đốc Sáng tạo mới.
Vào tháng 4 năm 2021, Demna Gvasalia đã trình diễn bộ sưu tập Thu sớm 2021 của mình, được tạp chí Vanity Teen quảng cáo. Vào tháng 8 năm 2021, Balenciaga đã thông báo rằng Justin Bieber sẽ trở thành gương mặt mới đại diện cho thương hiệu này. Vào tháng 9 năm 2021, thương hiệu này đã gặp phản đối khi tung ra quần sweat trompe-l'œil có vẻ như quần lót ca rô bên trong với giá 1.190 đô la. Vào tháng 5 năm 2022, Balenciaga đã thông báo rằng họ sẽ chấp nhận thanh toán bằng tiền điện tử.
Vào tháng 10 năm 2022, Balenciaga thông báo rằng họ đã chấm dứt mối liên hệ với Kanye West do những bình luận có tính chất chống người Do Thái của anh.

#### Ủng hộ cho Ukraine
Vào tháng 3 năm 2022, trong Tuần thời trang Paris, Balenciaga đã tỏ ra ủng hộ đối với Ukraine trong thời gian xảy ra Chiến tranh Nga-Ukraine. Họ đã đặt những chiếc áo thun màu vàng và xanh (giống như cờ của Ukraine) trên các ghế. Giám đốc sáng tạo Demna Gvasalia đã trình diễn một bài thơ của nhà văn người Ukraina, Oleksandr Oles, "Sống Ukraine, sống vì vẻ đẹp," vào đầu và cuối buổi trình diễn. Ông nhấn mạnh rằng buổi trình diễn này tự mình đã nói lên tất cả, như một sự tôn vinh cho "sự không sợ hãi, sự chống cự và chiến thắng của tình yêu và hòa bình." Hãng cũng đã quyên góp cho Chương trình Thực phẩm Thế giới của Liên Hợp Quốc để hỗ trợ người tị nạn Ukraine.

## Trong văn hóa đại chúng
Trong bộ phim năm 1997 For Richer or Poorer, nhân vật do Tim Allen đóng đã tình cờ làm cháy một chiếc váy Balenciaga. Anh ta cố gắng che giấu bằng cách hỏi một cách đùa, "Món đồ Balenciaga là cái gì vậy?"
Vào ngày 29 tháng 1 năm 2014, trong tập cuối cùng của mùa của chương trình truyền hình American Horror Story: Coven trên kênh FX, nhân vật Myrtle Snow đã nói lên từ "Balenciaga!" trong giây phút cuối cùng trước khi qua đời.
Đạo diễn phim Paul Thomas Anderson đã tạo ra bộ phim Phantom Thread dựa trên sự quan tâm của ông đối với ngành công nghiệp thời trang sau khi đọc về nhà thiết kế Cristóbal Balenciaga.
Năm 2021, Balenciaga hợp tác với The Simpsons để tạo ra một đoạn phim ngắn trong Tuần thời trang Paris.
Năm 2022, ca sĩ rapper và pop nổi tiếng người Mỹ Lizzo đã nhắc đến thương hiệu Balenciaga trong bài hát hit số một của cô "About Damn Time," với lời hát "Feeling fussy, walkin' in my Balenci-ussies".
Cũng trong năm 2022, ca sĩ Beyoncé đã phát hành bài hát "Renaissance." Remix "The Queen's Remix" của bài hát Break My Soul kết hợp với bản Vogue của Madonna với đề cập đến "House of Balenciaga".

## Tranh cãi về chiến dịch quảng cáo dành cho trẻ em
Vào tháng 11 năm 2022, Balenciaga đăng tải một chiến dịch quảng cáo trên tài khoản Instagram của họ, trong đó có hình ảnh trẻ em cầm những con gấu bông, mà bộ quần áo của chúng đã được trang bị đồ trói và thiết bị BDSM. Sau khi gây ra sự phản đối dữ dội, Balenciaga sau đó đã xin lỗi và gỡ bỏ tất cả các bài đăng liên quan đến chiến dịch ảnh này. Nhiếp ảnh gia Gabriele Galimberti cho biết cả trẻ em và những đồ vật xuất hiện trong ảnh đều được chọn bởi Balenciaga. Chưa đầy vài giờ sau đó, Balenciaga cũng đã xin lỗi vì một chiến dịch quảng cáo khác, trong đó có một chiếc túi xách Balenciaga trị giá 3000 đô la được đặt giữa các tờ giấy có chứa văn bản từ ý kiến của Tòa án Tối cao trong vụ Ashcroft v. Free Speech Coalition, một vụ án liên quan đến tình dục với trẻ em. Balenciaga thông báo rằng họ sẽ khởi kiện để đòi 25 triệu đô la từ công ty sản xuất North Six và người thiết kế bối cảnh Nicholas Des Jardins, và họ tuyên bố rằng họ chịu trách nhiệm về chiến dịch quảng cáo có chứa tài liệu liên quan đến việc lạm dụng trẻ em. Trong phản hồi, luật sư của người thiết kế bối cảnh cho biết đại diện của Balenciaga đã có mặt trong quá trình chụp ảnh và đã làm việc với các tờ giấy và đạo cụ được sử dụng. Tuy nhiên, ngày 2 tháng 12, Balenciaga đã rút lại hành động kiện tụng của họ.
Trong một hình ảnh khác, có nữ diễn viên Isabelle Huppert, phía sau có hai quyển sách nghệ thuật: một dựa trên tác phẩm The Cremaster Cycle (1994–2002) của đạo diễn Matthew Barney và một là As Sweet as It Gets (2014) của họa sĩ người Bỉ Michaël Borremans. Một số người dùng Twitter đã cố gắng kết nối hình ảnh từ các tác phẩm của Barney và Borremans với tài liệu tòa án, và dựa trên điều này đã đề xuất rằng có một thông điệp ẩn về lạm dụng trẻ em trong vật liệu quảng cáo của Balenciaga.
Carl W Jones từ Trường Truyền thông và Truyền thông của Đại học Westminster đã mô tả chiến dịch này như một nỗ lực về quảng cáo gây sốc. Đại sứ thương hiệu Balenciaga Kim Kardashian, người ban đầu không nói gì về vụ scandal này trước công chúng, đã bắt đầu bán quần áo và giày Balenciaga của mình.

## Hình ảnh

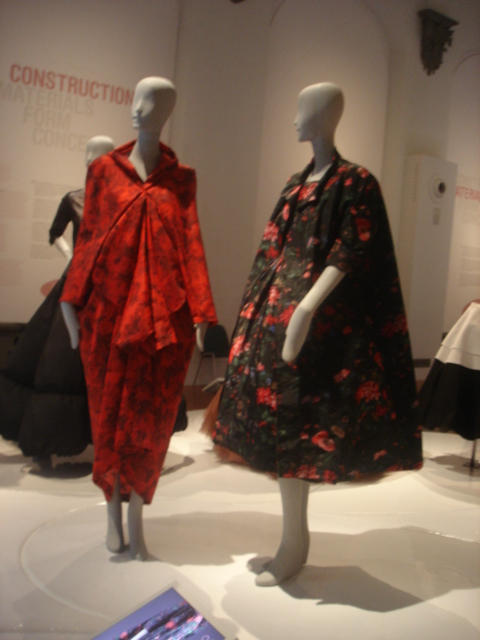
Những mẫu trang phục của hãng bày tại Firenze, Ý
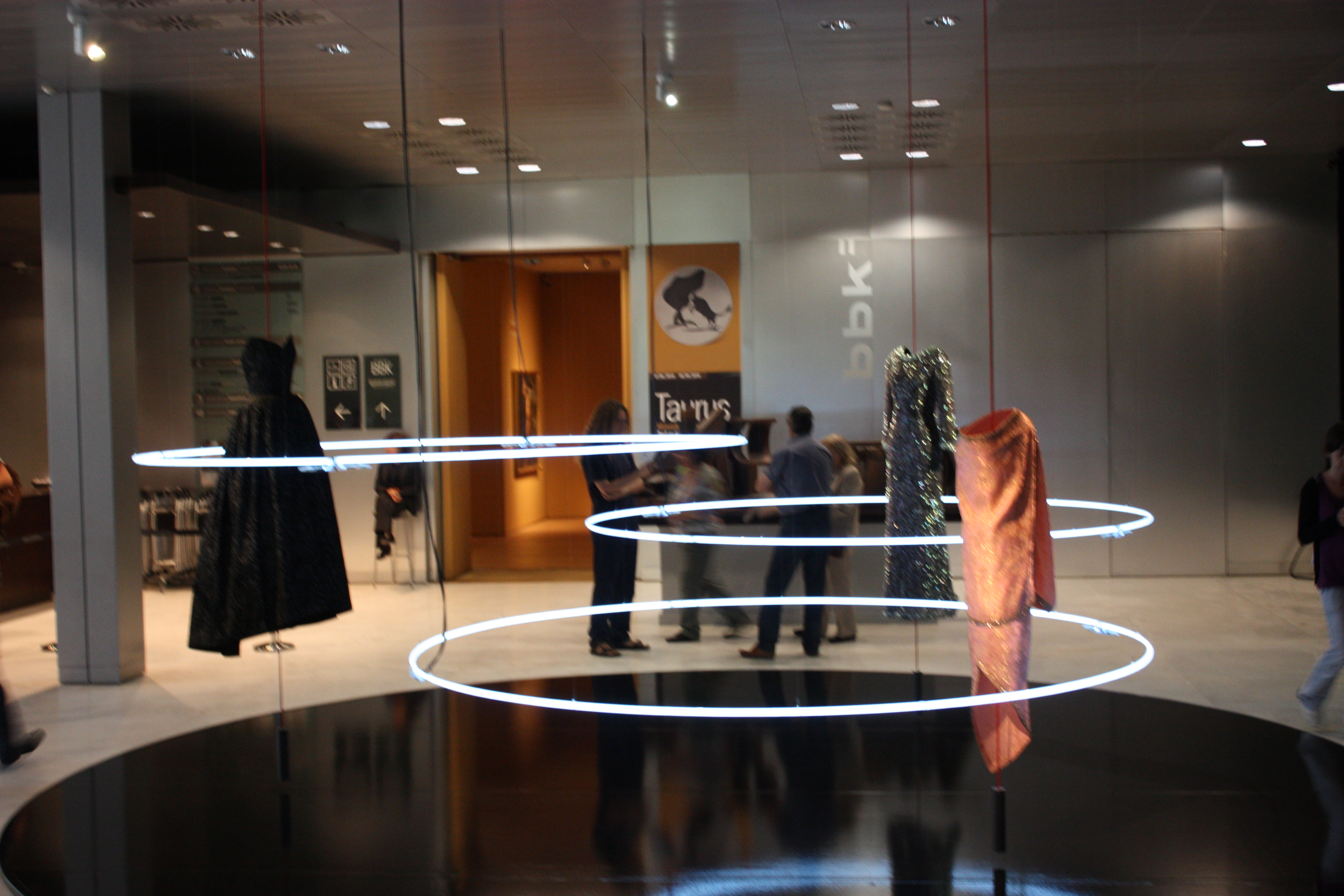
Triển lãm thời trang tại Bilbao, Tây Ban Nha